# Годзішова
Годзішова (пол. Godziszowa, нім. Reppersdorf) — село в Польщі, у гміні Мсцивоюв Яворського повіту Нижньосілезького воєводства.
Населення — 322 особи (2011).
У 1975-1998 роках село належало до Легницького воєводства.

## Демографія
Демографічна структура станом на 31 березня 2011 року:
|          | Загалом | Допрацездатний вік | Працездатний вік | Постпрацездатний вік |
| -------- | ------- | ------------------ | ---------------- | -------------------- |
| Чоловіки | 152     | 32                 | 101              | 19                   |
| Жінки    | 170     | 35                 | 90               | 45                   |
| Разом    | 322     | 67                 | 191              | 64                   |